# Teedra Moses
Teedra Moses (ur. 17 grudnia 1976 w Nowym Orleanie) – amerykańska piosenkarka R&B i soul. 
Urodziła się i wychowywała w Nowym Orleanie. Jej matka była śpiewaczką gospel. Po rozwodzie rodziców przeprowadziła się z mamą oraz bratem i dwiema siostrami do Los Angeles. Zaczynała, śpiewając w chórze kościelnym. Dzięki współpracy z producentem Pauli Polem (wyprodukował debiutancki singel Black Eyed Peas Joints & Jam), pod koniec 2003 wydała w wytwórni TVT swój pierwszy singel Be Your Girl, a na początku 2004 singel You'll Never Find (A Better Woman). W 2004 w tej samej wytwórni wydała swój debiutancki album Complex Simplicity.

## Dyskografia

### Albumy
- 2004 Complex Simplicity
- 2008 The Young Lioness

### Single
Pochodzące z albumu Complex Simplicity:
- 2004 Be Your Girl
- 2004 You'll Never Find (A Better Woman) featuring Jadakiss
- 2005 You Better Tell Her

Pochodzące z albumu The Young Lioness:
- 2007 So Good To Say

### Mixtapey
- 2004 "The Young Hustla Compilation Volume 1"
- 2007 "The Young Hustla Compilation Volume 2"